# Драгана Миркович
Драгана Мірковіч (нар. 18 січня 1968, Касідол, СФРЮ) — югославська та сербська співачка.

## Біографія
Драгана Мірковіч народилася 18 січня 1968 року у селі Касідол (поблизу міста Пожареваць). Найбільшу роль у початковому музичному становленні Драгани відіграв її дід Драгутін, який грав на акордеоні. У п'ятирічному віці Мірковіч отримала перше визнання після виконання пісні «Djevojka sokolu zulum učinila».
Перші два альбоми Драгани (серб. Имам дечка немирног та серб. Умиљато око моје) були сольними. Третій альбом співачка записала разом з югославським гуртом «Јужни ветар». Пісня «Спаси ме самоће» принесла Мірковіч національне визнання.
Сьогодні Драгана Мірковіч є однією з найуспішніших співачок у країнах колишньої Югославії. Співачка також займається благодійною діяльністю.

## Дискографія
- Имам дечка немирног (1984)
- Умиљато око моје (1985)
- Спаси ме самоће (1986)
- Руже цветају само у песмама (1987)
- Најлепши пар (1988)
- Симпатија (1989)
- Помисли жељу (1990)
- Добра девојка (1991)
- Долазе нам бољи дани (1992)
- No. 10 (1993)
- Није теби до мене (1994)
- Плачи земљо (1995)
- Нема промене (1996)
- Којом гором (1997)
- 15 (1999)
- 16 (2000)
- Траг у времену (2004)
- Луче моје (2006)
- Експлозија (2008)
- 20 (2012)
- Од милион један (2017)